# Hypolimnas dimona
Hypolimnas dimona is een vlinder uit de familie Nymphalidae. De wetenschappelijke naam van de soort is voor het eerst geldig gepubliceerd in 1912 door Hans Fruhstorfer.